# Línea de Schlenk

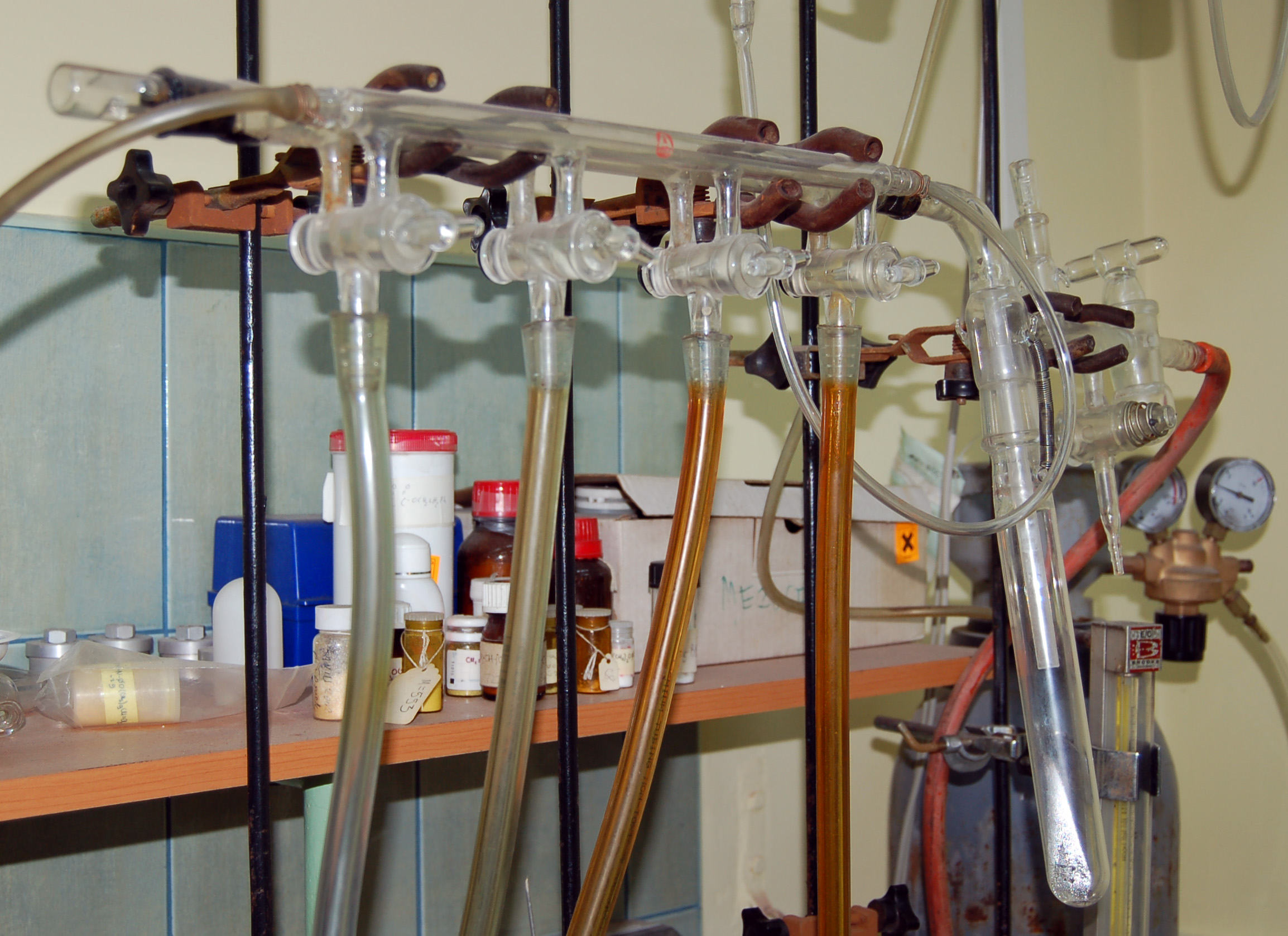
Línea de Schlenk con cuatro puertos. La trampa fría está a la derecha.

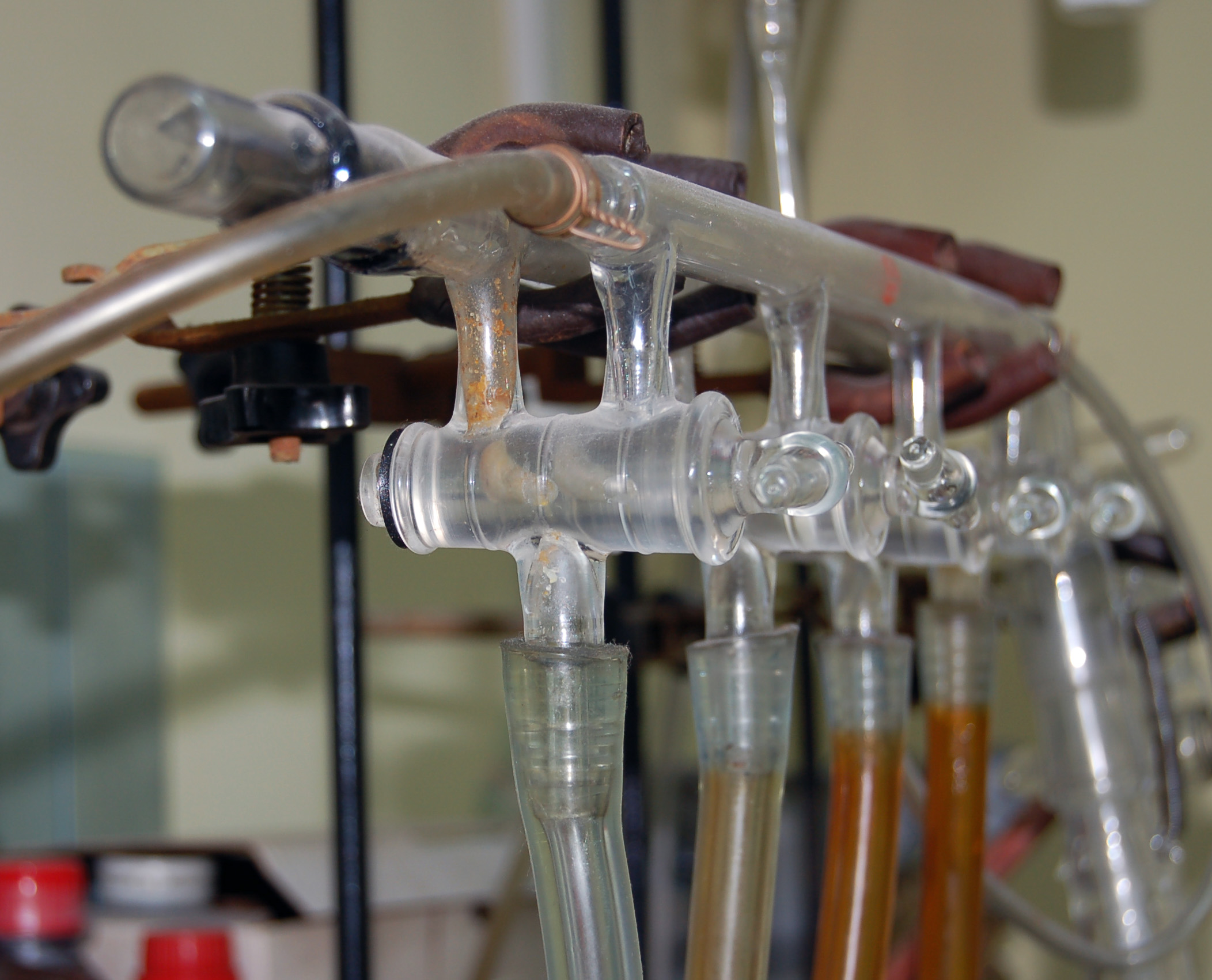
Vista en primer plano, mostrando la doble llave de paso oblicua que permite seleccionar entre el vacío (línea posterior) o el gas inerte (línea de delante).

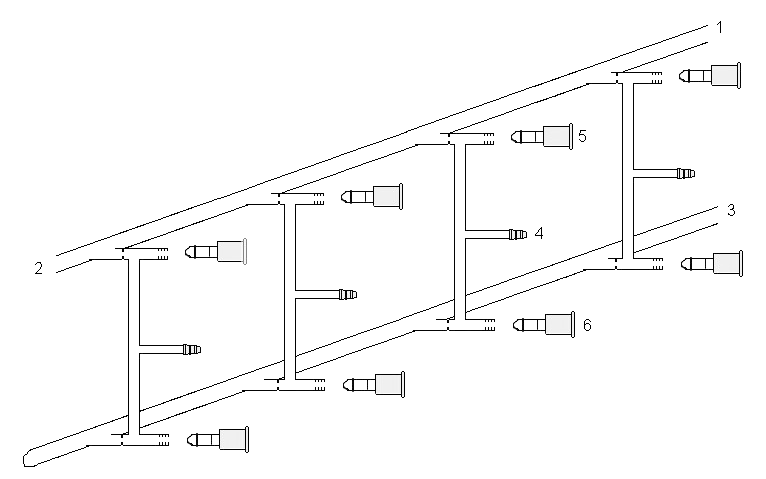
Instalación múltiple de vacío-gas: 1 Entrada de gas inerte, 2 Salida de gas inerte (al burbujeador), 3 Vacío (a las trampas frías) 4 Línea de reacción, 5 Tapón de teflón para el gas, 6 Tapón de teflón para el vacío

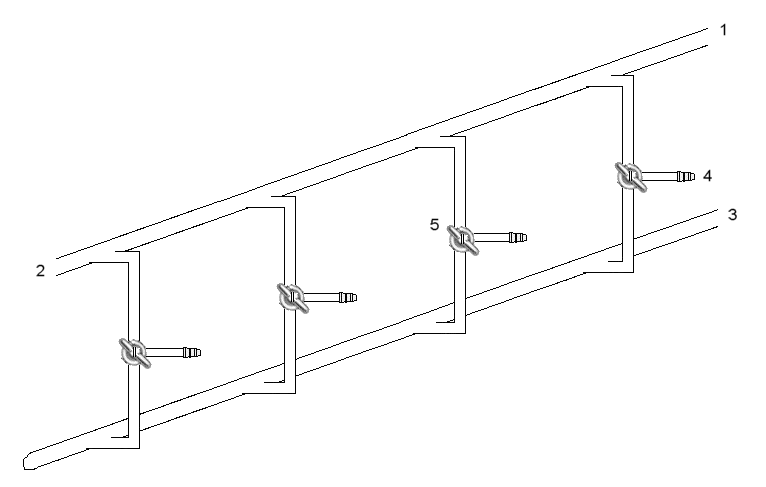
Instalación múltiple de vacío-gas: 1 Entrada de gas inerte, 2 Salida de gas inerte (al burbujeador), 3 Vacío (a las trampas frías) 4 Línea de reacción, 5 Doble llave de paso oblicua (es decir un tapón de vidrio con dos líneas/canales paralelos separadas que corren en diagonal al eje del tapón.)

La línea de Schlenk (también llamada línea múltiple de gas y vacío) es un aparato de vidrio de uso común en los laboratorios de química, desarrollado por Wilhelm Schlenk. Se trata de una tubería doble de vidrio, con varios puertos. Un tubo está conectado a una fuente de gas inerte, purificado, mientras que el otro tubo está conectado a una bomba de alto vacío. La línea de gas inerte se ventila a través de un burbujeador de aceite, mientras que los vapores de disolvente y los productos gaseosos de la reacción se preservan de que no contaminen la bomba de vacío mediante una trampa fría de nitrógeno líquido o de hielo seco/acetona. Llaves de paso especiales o grifos de teflón permiten seleccionar trabajar al vacío o en atmósfera de gas inerte, sin necesidad de colocar la muestra en una línea independiente.
Las líneas de Schlenk son útiles para la manipulación segura y con éxito de compuestos sensibles al aire. El alto vacío también se utiliza a menudo para eliminar los últimos restos de disolvente de una muestra. Los distribuidores de vacío/gas a menudo tienen muchos puertos y líneas, y con cuidado, es posible ejecutar simultáneamente varias reacciones u operaciones. 
Cuando los reactivos son altamente susceptibles a la oxidación, unas trazas de oxígeno pueden suponer un problema. Entonces, para la eliminación de oxígeno por debajo del nivel de ppm, el gas inerte tiene que ser purificado por lo que pasa a través de un catalizador de desoxigenación. Esto es generalmente una columna de óxido de cobre (I) o de óxido de manganeso (II) que reaccionan con las huellas residuales de oxígeno presentes en el gas inerte.

## Técnicas
Entre las principales técnicas asociadas con el uso de una línea de Schlenk podemos enumerar:
- Adiciones contracorriente, donde reactivos estables en el aire se agregan al recipiente de la reacción en contra de un flujo de gas inerte.
- El uso de jeringas y los tapones de goma para la transferencia de líquidos y disoluciones
- Transferencias mediante cánula, en las que líquidos o disoluciones de reactivos sensibles al aire se transfieren entre diferentes recipientes cerrados con tapones con tabiques utilizando un tubo largo y delgado llamado cánula. El flujo de líquido se obtiene a través del vacío o la presión de gas inerte.[3]

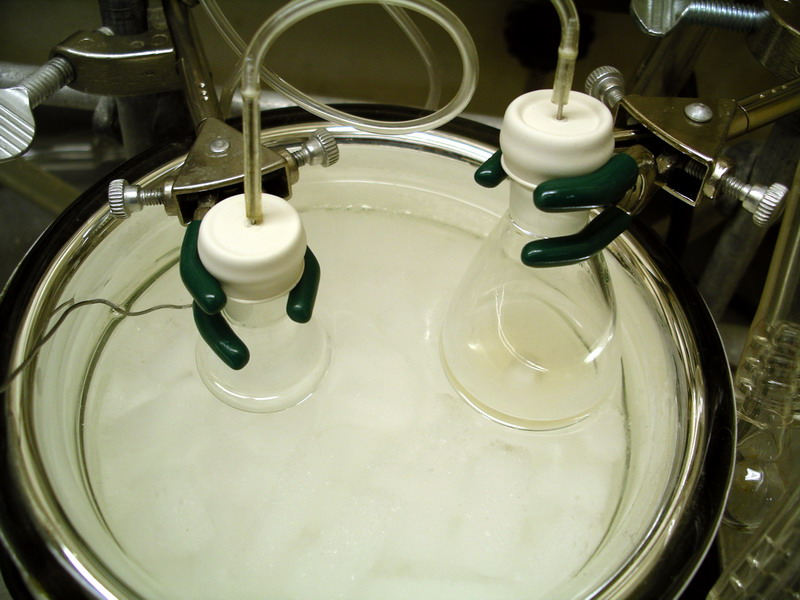
Una cánula se utiliza para la transferencia de THF desde el matraz de la derecha hasta el matraz de la izquierda.

Los elementos de vidrio suelen estar conectados a través de juntas de vidrio esmerilado bien ajustadas y engrasadas. Las curvas redondeadas del tubo de vidrio con juntas de vidrio esmerilado se pueden utilizar para ajustar la orientación de los distintos recipientes.
La filtración bajo condiciones inertes plantea un desafío especial que suele abordarse mediante elementos de vidrio especializados. Un filtro Schlenk consta de un embudo de vidrio sinterizado provisto de articulaciones y llaves de paso. Mediante el ajuste del embudo previamente seco y el matraz receptor al matraz de reacción frente a una corriente de nitrógeno, invirtiendo con cuidado el montaje, y conectando el vacío apropiadamente, la filtración se puede lograr con una mínima exposición al aire.

## Peligros
Los principales peligros asociados con el uso de una línea de Schlenk son los riesgos de una implosión o explosión. Una implosión puede ocurrir debido a la utilización de un alto vacío y fallas en el aparato de vidrio.
Una explosión puede ocurrir debido a la habitual utilización de nitrógeno líquido en la trampa fría, que sirve para proteger la bomba de vacío de los disolventes. Si se permite entrar una cantidad razonable de aire en la línea de Schlenk, se puede condensar oxígeno líquido en la trampa fría en forma de un líquido azul pálido. Una explosión también puede ocurrir debido a la reacción del oxígeno líquido con todos los compuestos orgánicos presentes en la trampa.